# ایدنک
روستای ایدنک یا عیدنک روستایی در استان کهگیلویه و بویراحمد ایران است. این روستا در30کیلومتری شهرستان دهدشت (مرکزشهرستان کهگیلویه) و ۵ کیلومتری شهرستان لنده واقع شده‌است که مرکز ایل کرائی با القابی مختلف از گذشته تا کنون، ایل کرایی یا ایل دین یار کرایی و یا ایل کوراکانی از لرستان بزرگ محسوب میشود.

## تاریخ
در سال ۱۳۶۵ به دلیل سیل و طغیان رودخانه مارون، پل ارتباطی شهر لنده به سمت شهرهای سوق و دهدشت که بین بهشت آباد و روستای ایدنک وبر روی رودخانه مارون واقع بود، به همراه بسیاری ازخانه‌های روستایی تخریب شد به همین دلیل بسیاری از ساکنان روستا مجبور شدند به شهرهای همجوار به ویژه شهر لنده(شهرک شهیدرجایی) مهاجرت کنند. در حال حاضر بخشی از مردم این روستادر نقطه‌ای بالاتر از مرکزیت روستا مستقر شده‌اند. به اعتقاد برخی محققان این روستا بر روی بقایای شهر قدیمی {جومه} از شهرهای دوران صفوی و شاید پیشتر از آن قرار دارد سفال‌های شکسته تنها بقایای بافت تاریخی هستند.

## مردم شناسی
روستای ایدنک (جومه) مرکز مردمان ایل کرائی میباشد که این روستا در دوران شاپور اول ساسانی بنیان گذاشته شد(240 تا 271 میلادی).؛ایدنک اکنون دارای ۳ هزار نفر جمعیت می‌باشد که اکثر جمعیت مردم این روستا از ایل بزرگ کرائی هستند. 
زبان مردم روستا  گویشی از زبان لری با لهجه کهگلویه ای می‌باشد.

## شرایط آب وهوایی
ایدنک دارای آب وهوایی گرم ومرطوب درتابستان وسردومعتدل درزمستان است که تقریبا آب وهوای قاره ای است.بواسطه رودخانه مارون دارای رطوبت ۴۲درصدی درتابستان وبطورحداقل درفصول دیگراست.حداکثردمادرزمستان۶+ودرتابستان۵۰+است.بارندگی ازنیمه دوم آبانماه شروع وتااوایل اردیبهشت ماه ادامه دارد.دارای بادهای گرم وخشک همراه باگرد وغباردرتابستان وبادهای سرد ومرطوب درزمستان می باشد.وجود کوههای سیاه درشمال ودژکوه درجنوب وکوه ماغردرغرب جلوه خاصی به شرایط آب وهوایی این منطقه از ایران راداده است.
کشاورزی
باتوجه به دونوع کشت آبی ودیم  و وجود رودخانه مارون، دارای خاک وتنوع درکشت انواع غله ومیوه و سبزیجات است.ازدیرباز درایدنک کشت برنج رایج بوده وهنوز بصورت سنتی کشت وبا تجهیزات روز(مانند کمباین و..)برداشت می شودوباوجود فراوانی آب این نعمت خدادادی درفصول تابستان کشت ودراوایل پاییز برداشت می شود.انواع برنج چمپا-فجر-شمیم- درایدنک کشت می شود.گندم وجو اکثرابصورت دیم کشت می شود.ماش-عدس ازدیگر حبوبات قابل کشت می باشد.